# 더블유에스엔터테인먼트의 음반
이 부분의 문서는 더블유에스엔터테인먼트에서 발매한 음반 목록이다.

## 2008년 ~ 2017년
- 2008년 4월 10일 백지영 - [Digital Single] 집시의 눈물
- 2008년 11월 13일 백지영 - Sensibility[1]
- 2009년 5월 21일 백지영 - 자명고 OST[2]
- 2009년 8월 13일 백지영 - Ego[3]
- 2009년 10월 13일 백지영 - 아이리스 OST Part.1
- 2010년 3월 10일 백지영 - [Digital Single] 사랑이 올까요[4]
- 2010년 6월 29일 백지영 - Timeless ; The Best
- 2010년 7월 21일 백지영 - 로드 넘버원 OST Part.4
- 2010년 9월 16일 채동하 - D day
- 2011년 1월 14일 채동하 - [Digital Single] 어제 같은데[5]
- 2011년 5월 19일 백지영 - Pitta
- 2011년 9월 16일 길구봉구 - 더 뮤지컬 OST Part.1
- 2012년 1월 20일 원티드 - Vintage
- 2012년 1월 26일 수호 - [Digital Single] 너만 사랑할래
- 2012년 11월 13일 리사 - [Digital Single] 여자
- 2013년 4월 1일 길구봉구 - [Digital Single] 미칠 것 같아
- 2013년 8월 14일 수호 - [Digital Single] 장난 아니야
- 2014년 1월 3일 길구봉구 - [Digital Single] 바람이 불었으면 좋겠어
- 2014년 4월 9일 길구봉구 - 앙큼한 돌싱녀 OST Part.5[6]
- 2014년 4월 25일 길구봉구 - [Digital Single] 뭘해도 예쁜걸
- 2017년 10월 29일 문지후 - [Digital Single] 믹스나인 Part.1
- 2017년 11월 19일 문지후 - [Digital Single] 믹스나인 Part.3